# Ophioblenna antillensis
Ophioblenna antillensis är en ormstjärneart som beskrevs av Christian Frederik Lütken 1859. Ophioblenna antillensis ingår i släktet Ophioblenna och familjen skinnormstjärnor. Inga underarter finns listade i Catalogue of Life.